# Linn Oppegaard
Linn Oppegaard (* 23. Dezember 1998) ist eine norwegische Leichtathletin, die sich auf den Sprint spezialisiert hat.

## Sportliche Laufbahn
Erste Erfahrungen bei internationalen Meisterschaften sammelte Linn Oppegaard im Jahr 2022, als sie bei den Weltmeisterschaften in Eugene mit der norwegischen 4-mal-400-Meter-Staffel mit 3:32,00 min nicht über den Vorlauf hinauskam. Anschließend schied sie bei den Europameisterschaften in München mit 53,29 s in der ersten Runde im 400-Meter-Lauf aus und verpasste mit der Staffel mit 3:31,36 min den Finaleinzug.
2022 wurde Oppegaard norwegische Meisterin im 400-Meter-Lauf im Freien sowie auch in der Halle.

## Persönliche Bestleistungen
- 400 Meter: 52,78 s, 25. Juni 2022 in Stjørdal
  - 400 Meter (Halle): 53,50 s, 29. Januar 2022 in Bærum